# コチャバンバ
コチャバンバ（スペイン語: Ciudad de Cochabamba）はボリビアで3番目の規模の都市。コチャバンバ県の行政府所在地であり、県西部に位置する。

## 歴史
この谷の最初のスペイン人居住者は、1542年のガルシ・ルイス・デ・オレジャーナ (Garci Ruiz de Orellana) であった。彼は、1552年に帝国市ポトシにおいて登録した称号を用いて、AchataやConsavanaの原住民族の酋長から土地の大半を購入した。彼の支払った価格は130ペソであった。Mayorazgoの家として知られている彼の居住場所は、カラカラ(Cala Cala)の近隣に位置していた。
1571年8月2日、副王フランシスコ・デ・トレド (en:Francisco de Toledo, Count of Oropesa)の命により、街は創設され、「オロペサの街 (Oropesa：スペイン語で「金を量る」の意)」と呼ばれた。街は、近隣のアルティプラーノ地域、特に17世紀世界で最も大きく、裕福な都市の1つとなり、結果的にスペインが世界の列強となる資金源ともなったポトシなどの鉱山都市へ食料を供給するための農業生産の中心地となった。この時代、ポトシは銀採掘により大人口を擁しており、農産物需要は高かった。ポトシにおける銀鉱山が最盛期であった最初の世紀、コチャバンバは繁栄したが、18世紀になり銀鉱山が衰退し始めると、街も衰退期へと入った。
1786年にスペイン王カルロス3世により、街の名所はオロペサからコチャバンバに改名された。ケチュア語で「大草原 (pampa)の湖 (cocha)」という意味の言葉が由来である。これは1781年オルロで起きた原住民の反乱を鎮圧するために、オルロに兵力を送り込み、これを鎮圧した際に、重要な役割を果たしたことを称えるものであった。
1793年の調査では、街の人口は22,305人であった。12,980人のメスチソ、6,368人のスペイン人、1,182人の原住民、1,600人のムラート、そして175人のアフリカ人奴隷であった。
鉱業の隆盛と共に栄え、18世紀には鉱業の沈滞とともに一時衰退したが、その後19世紀後期にはボリビア全域への農産物供給センターとして復活した。1902年には人口約33万人まで増加している。

## 概要
アンデス山脈中の東西に伸びた盆地内にあり、標高約2,600m。気候は比較的温暖であり、果樹栽培などに適したバジェ (valle,渓谷)地方に属する。年間降水量は約500mmと乾燥している。5月から9月にかけてが乾季であり、降雨は非常に少なく月間数mm程度である。
市内は上水道設備の整備の遅れなどから慢性的な水不足になっている。午前中しか水が供給されないことも多く、ある程度裕福な家では屋根の上にタンクを設置し、給水できるときにそこに水を溜めるという対策をとっている。2000年にはコチャバンバ水紛争が発生した。

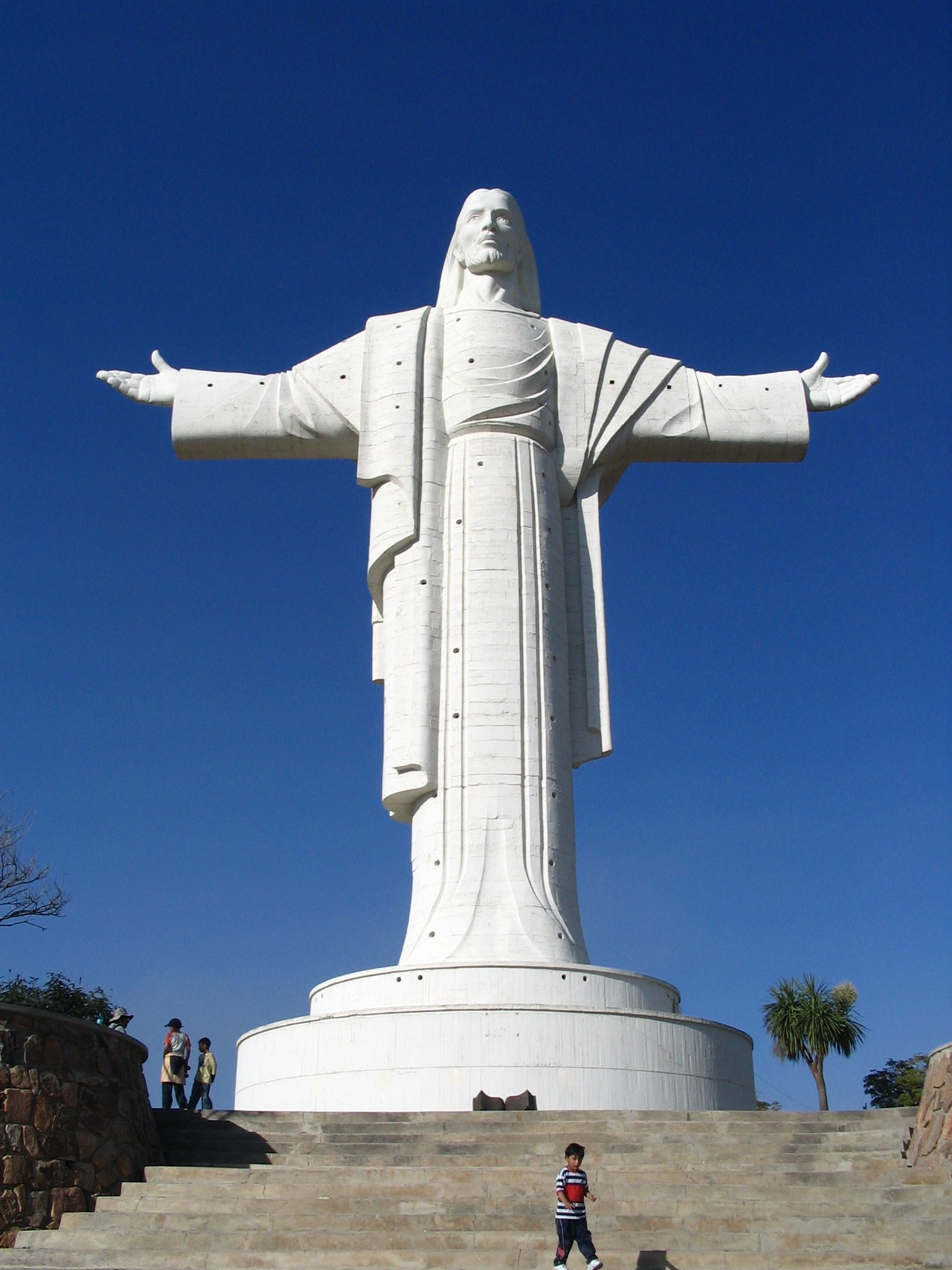
コチャバンバのキリスト像

キリスト像と植物園が観光名所である。キリスト像は市内を見下ろす市内東部のコンコルディア (Concordia)の丘に建てられた。1987年7月に建設が開始され、1994年11月に完成した。手を左右に広げた立像で、鉄及びコンクリート製で重量は2,200トンに及ぶという。本体高さ34m、台座を含む全高40mはリオデジャネイロにあるコルコバードのキリスト像（本体30m/全高38m）を上回り、2021年現在でもポーランドのシフィエボジンにある「王なるキリスト像」（2010年竣工、本体36m/全高52m）に次ぐ高さである。
チチャやグアラポなどの発酵酒とシルパンチョと呼ばれる料理が有名である。特にチチャやグアラポは一般家庭でもよく作られ、飲み頃であることを示す四角形の旗が軒先にかかっている家をよく見かける。この旗がかかっている家には、知人ではなくても勝手に入ってゆき、小銭を払って一杯飲むという風習がある。
市内のサンシモン大学のカーニバルダンスチームはボリビア国内の大会（カーニバル）で何度も賞をとっている。

## 交通
市の南西部にホルヘ・ウィルステルマン国際空港があり、ボリビア各地へ定期便が就航している。また過去には、LAB航空が、現在はボリビアーナ航空が本拠地としている。
バスターミナルからはラパスやサンタ・クルスへの長距離バスが出ている。またアイキレへ鉄道（レールバス）が運行している。

## 姉妹都市
- コルドバ （アルゼンチン コルドバ州）
- ビエドマ （アルゼンチン リオネグロ州）
- カラカス （ベネズエラ）
- アリカ （チリ アリカ・イ・パリナコータ州）
- サンフランシスコ （アメリカ合衆国 カリフォルニア州）
- マイアミ （アメリカ合衆国 フロリダ州）
- ベルガモ （イタリア ロンバルディア州）
- アルメリア （スペイン アンダルシア州アルメリア県）
- ナント （フランス ロワール＝アトランティック県）
- カブヤオ （フィリピン ラグナ州）
- 昆明市 （中華人民共和国 雲南省）

## 著名な出身者

### ボリビアの歴代大統領
- ホルヘ・キロガ・ラミレス
- リディア・ゲイレル・テハダ (暫定大統領)
- ハイメ・パス・サモラ
- マリアーノ・メルガレホ
- エドゥアルド・ロドリゲス・ベルツェ (暫定大統領)

### サッカー選手
- オスカル・サンチェス
- マルコ・サンディ
- フリオ・セサル・バルディビエソ
- カルロス・ボルハ

### その他
- シモン・パティーニョ - 実業家
- ハイメ・ラレード - 音楽家